# 김영준 (요리사)
김영준(1992년 ~)은 대한민국의 요리연구가, 대학 교수다.

## 방송
- 마스터셰프 코리아 2 (2013) - 11위
- 좌충우돌 두 남자의 만국유람기 (2013)
- 명품기행 무지개밥상
- 맛있는 연애 (2015)
- 탐나는 그녀들의 사생활 2 (2019)
- 알토란 (2021)